# Voglje, Šenčur
Voglje este o localitate din comuna Šenčur, Slovenia, cu o populație de 639 de locuitori.